# 18 marzo
Il 18 marzo è il 77º giorno del calendario gregoriano
(il 78º negli anni bisestili).
Mancano 288 giorni alla fine dell'anno.

## Eventi
- 37 – Il Senato romano rifiuta il volere di Tiberio e proclama Caligola imperatore di Roma;
- 417 – Elezione di papa Zosimo;
- 731 – Elezione di papa Gregorio III;
- 1123 – Primo Concilio Lateranense, presso la Basilica di San Giovanni in Laterano a Roma (fino all'11 aprile), convocato dopo il Concordato di Worms. Nono concilio nella storia della Chiesa cattolica e primo a svolgersi in Occidente;
- 1229 – Dopo una trattativa col sultano Al-Malik al-Kamil, Federico II è incoronato re a Gerusalemme, grazie al diritto derivato dall'aver sposato Jolanda di Brienne;
- 1314 – Morte sul rogo di Jacques de Molay, l'ultimo maestro dell'Ordine del Tempio;
- 1438 – Alberto II d'Asburgo diventa imperatore del Sacro Romano Impero;
- 1536 – Presunta apparizione di Nostra Signora della Misericordia nel Savonese al contadino Antonio Botta;
- 1584 – Fëdor I diventa zar di tutte le Russie succedendo al padre, Ivan il Terribile;
- 1662 – A Parigi entra in funzione il primo esempio di trasporti pubblici al mondo. Su un'idea di Blaise Pascal, 7 carrozze collegano Porte Saint-Antoine al Palazzo del Lussemburgo;
- 1673 – John Berkeley, I barone Berkeley di Stratton, vende la sua parte del New Jersey ai Quaccheri;
- 1766 – Guerra d'indipendenza americana: il parlamento britannico annulla lo Stamp Act, che era molto impopolare nelle colonie britanniche;
- 1793 – Nasce la Repubblica di Magonza, primo stato democratico della Germania;
- 1812 – Firmata a Cadice la Costituzione spagnola;
- 1830 – A Parigi viene presentato a Carlo X di Francia l'indirizzo dei 221, per chiedere le dimissioni del governo Polignac e l'introduzione in Francia di un regime parlamentare;
- 1848 – Dopo che il giorno precedente Venezia era insorta, a Milano Carlo Cattaneo, ottiene alcune concessioni dal vicegovernatore austriaco, subito annullate dal generale austriaco Josef Radetzky. Cattaneo e i suoi insorgono, iniziando le Cinque giornate di Milano;
- 1865 – Stati Confederati d'America: il Congresso si aggiorna per l'ultima volta;
- 1871 – Nasce la Comune di Parigi;
- 1874 – Le Hawaii firmano un trattato con gli Stati Uniti, garantendogli diritti esclusivi di commercio;
- 1913 – Viene assassinato Giorgio I di Grecia a Salonicco e succede al trono Costantino I di Grecia;
- 1915 – Prima guerra mondiale: tre navi da guerra alleate vengono affondate durante un fallito attacco navale franco-britannico ai Dardanelli;
- 1916 – Battaglia di Kahe nell'Africa Orientale tedesca;
- 1921 – Seconda Pace di Riga tra Polonia e Unione Sovietica. I sovietici si annettono Ucraina e Bielorussia. Il governo ucraino emigra in Francia;
- 1922 – In India, il Mahatma Gandhi è condannato a sei anni di reclusione per disobbedienza civile. Verrà scarcerato due anni dopo;
- 1925 – Un incendio distrugge molti personaggi esposti nel famoso museo delle cere Madame Tussauds a Londra;
- 1937 – A New London, in Texas, una fuga di gas determina l'esplosione di una scuola e la morte di più di 300 persone, per lo più bambini;
- 1938
  - I vescovi austriaci, mediante un documento controfirmato dal cardinale Theodor Innitzer, rendono pubblico l'allineamento delle gerarchie ecclesiastiche austriache al nazismo;
  - Il Messico nazionalizza tutte le attività petrolifere di proprietà straniera presenti sul suo territorio;
- 1940 – Seconda guerra mondiale: Adolf Hitler e Benito Mussolini si incontrano al Passo del Brennero e concordano di formare un'alleanza contro Francia e Regno Unito;
- 1944
  - Seconda guerra mondiale. Strage di Monchio, Susano e Costrignano; vengono uccisi per rappresaglia 136 civili dalla Wehrmacht;
  - L'Eruzione del Vesuvio viene ripresa dai soldati americani stanziati a Napoli, unica eruzione vesuviana documentata attraverso filmati;
- 1945 – Seconda guerra mondiale: 1.250 bombardieri statunitensi attaccano Berlino;
- 1959 – Vietnam, iniziano i bombardamenti degli USA contro i guerriglieri Viet Cong;
- 1962 – Ad Évian viene firmato l'omonimo trattato tra il governo francese e il Fronte di Liberazione Nazionale dell'Algeria;
- 1964 – Italia, viene aperto al traffico il Traforo del Gran San Bernardo;
- 1965 – Il cosmonauta Aleksei Archipovic Leonov lascia per 12 minuti la navetta Voschod 2, diventando la prima persona a camminare nello spazio;
- 1967 – Cornovaglia, la petroliera Torrey Canyon si arena sulle rocce di Land's End;
- 1968 – Gold standard: il Congresso degli Stati Uniti annulla la necessità che una riserva d'oro supporti la valuta statunitense;
- 1970 – Lon Nol estromette il re Norodom Sihanouk di Cambogia;
- 1974 – Crisi petrolifera: la maggior parte del paesi dell'OPEC termina un embargo sul petrolio di cinque mesi contro Stati Uniti, Europa e Giappone;
- 1978 – Milano, a due giorni dal Sequestro Moro, vengono assassinati Fausto Tinelli e Lorenzo Iannucci, del Centro Sociale Leoncavallo, presumibilmente da un commando del NAR;
- 1979 – New York, Michele Sindona è incriminato da un giurì federale USA per il fallimento della Franklyn National Bank;
- 1980 – In URSS, un razzo Vostok esplode sulla piattaforma di lancio, durante un'operazione di rifornimento, uccidendo 50 persone;
- 1986 – Milano, Michele Sindona e Roberto Venetucci vengono condannati all'ergastolo per l'uccisione dell'avvocato Giorgio Ambrosoli;
- 1989 – In Egitto, una mummia vecchia di 4.400 anni viene trovata nella Piramide di Cheope;
- 1990
- 12 dipinti, per un valore totale di 100 milioni di dollari, vengono rubati dall'Isabella Stewart-Gardner Museum di Boston (Massachusetts). È il più grande furto d'arte della storia degli USA;
- Nella Repubblica Democratica Tedesca si svolgono le prime e uniche libere elezioni parlamentari; la maggioranza relativa va all'Alleanza per la Germania, la coalizione di partiti favorevoli all'unificazione.
- 1992 – La Microsoft distribuisce Windows 3.1;
- 1995 – A Siviglia si sposa l'infanta Elena di Spagna con Jaime de Marichalar;
- 2000 – In Uganda 530 fedeli di una setta apocalittica perdono la vita in un incendio nella loro chiesa;
- 2003 – Gli ispettori della Commissione di controllo dell'ONU si ritirano dall'Iraq, iniziano le operazioni militari della coalizione guidata dagli USA per l'Invasione dell'Iraq;
- 2012 – Joachim Gauck viene eletto presidente della Repubblica Federale Tedesca, succedendo a Christian Wulff;
- 2015 – Tunisi: attacco terroristico presso il Museo nazionale del Bardo; 22 morti.

## Nati
Ci sono circa 1 270 voci su persone nate il 18 marzo; vedi la pagina Nati il 18 marzo per un elenco descrittivo o la categoria Nati il 18 marzo per un indice alfabetico.

## Morti
Ci sono circa 490 voci su persone morte il 18 marzo; vedi la pagina Morti il 18 marzo per un elenco descrittivo o la categoria Morti il 18 marzo per un indice alfabetico.

## Feste e ricorrenze

### Civili
Nazionali:
- Aruba: Giorno della bandiera
- Italia: Giornata nazionale in memoria delle vittime dell'epidemia di coronavirus[1][2]

### Religiose
Cristianesimo:
- Nostra Signora della Misericordia
- Sant'Alessandro di Gerusalemme, vescovo e martire
- Sant'Anselmo II di Lucca, vescovo
- San Braulio, vescovo
- San Cirillo di Gerusalemme, vescovo e dottore della Chiesa
- Sant'Edoardo II il Martire, re d'Inghilterra
- San Frediano di Lucca, vescovo
- San Leopardo di Tour (Leobardo)
- San Salvatore da Horta, professo francescano
- Beata Maria Anna Donati (Celestina Donati), fondatrice delle Figlie povere di San Giuseppe Calasanzio
- Beati Giovanni Thules e Ruggero Wrenno, martiri
- Beata Marta Le Bouteiller (Amata Adele), religiosa